# Fettes Brot
Fettes Brot – niemiecka grupa muzyczna założona w 1992 roku w Hamburgu, wykonująca hip-hop. W skład grupy przez cały okres jej istnienia wchodzili jej założyciele: Martin Vandreier, Björn Warns oraz Boris Lauterbach. W sierpniu 2022 członkowie zespołu poinformowali o zakończeniu działalności i pożegnalnym tournée. Oficjalnie zespół zakończył działalność w 2023 roku.

## Dyskografia

### Albumy studyjne
- Auf einem Auge blöd (1995)
- Außen Top Hits, innen Geschmack (1996)
- Fettes Brot lässt grüßen (1998)
- Demotape (2001)
- Am Wasser gebaut (2005)
- Strom und Drang (2008)
- 3 is ne Party (2013)
- Teenager vom Mars (2015)
- Lovestory (2019)